# هورن ليك
هورن ليك (مسيسيبي) (بالإنجليزية: Horn Lake, Mississippi)‏ هي مدينة تقع في الولايات المتحدة في مقاطعة ديسوتو.  يقدر عدد سكانها بـ 26,066 نسمة ومساحتها 42 كم2  وترتفع عن سطح البحر 91 متر.

## التركيبة السكانية
حدّد مكتب تعداد الولايات المتحدة بيانات التركيبة السكانية لهورن ليك في تعداد الولايات المتحدة. في ما يلي، التركيبة السكانية حسب تعدادي 2000 و2010.

### تعداد عام 2000
بلغ عدد سكان هورن ليك 14,099 نسمة بحسب تعداد عام 2000، وبلغ عدد الأسر 4,934 أسرة وعدد العائلات 3,754 عائلة مقيمة في المدينة. في حين سجلت الكثافة السكانية 333.2 نسمة لكل كيلومتر مربع (863.0/ميل2). وبلغ عدد الوحدات السكنية 5,153 وحدة بمتوسط كثافة قدره 121.8 لكل كيلومتر مربع (315.5/ميل2).
وتوزع التركيب العرقي للمدينة بنسبة 83.01% من البيض و12.26% من الأمريكيين الأفارقة و0.52% من الأمريكيين الأصليين و0.89% من الأمريكيين ذوي الأصول الآسيوية و0.04% من سكان جزر المحيط الهادئ و2.20% من الأعراق الأخرى و1.07% من عرقين مختلطين أو أكثر و4.28% من الهسبانيون أو اللاتينيون من أي عرق.
بلغ عدد الأسر 4,934 أسرة كانت نسبة 51.1% منها لديها أطفال تحت سن الثامنة عشر تعيش معهم، وبلغت نسبة الأزواج القاطنين مع بعضهم البعض 54.1% من أصل المجموع الكلي للأسر، ونسبة 15.9% من الأسر كان لديها معيلات من الإناث دون وجود شريك،  بينما كانت نسبة 6% من الأسر لديها معيلون من الذكور دون وجود شريكة وكانت نسبة 23.9% من غير العائلات. تألفت نسبة 18.1% من أصل جميع الأسر من عدة أفراد يعيشون في نفس المنزل ونسبة 4.6% كانت تتألف من شخص يعيش بمفرده يبلغ من العمر 65 عاماً أو أكثر. وبلغ متوسط حجم الأسرة المعيشية 2.86، أما متوسط حجم العائلات فبلغ 3.22.
بلغ العمر الوسطي للسكان 28.6 عاماً. وكانت نسبة 32.6% من القاطنين تحت سن الثامنة عشر، وكانت نسبة 10.1% بين الثامنة عشر والرابعة والعشرين عاماً، ونسبة 36.5% كانت واقعةً في الفئة العمرية ما بين الخامسة والعشرين والرابعة والأربعين عاماً، ونسبة 16.1% كانت ما بين الخامسة والأربعين والرابعة والستين، ونسبة 4.8% كانت ضمن فئة الخامسة والستين عاماً فما فوق. يوجد لكل 100 أنثى 97.7 ذكر، ويوجد لكل 100 أنثى في الثامنة عشر من عمرها فما فوق 93.4 ذكر.
بلغ متوسط دخل الأسرة في المدينة 40,396 دولارًا، أما متوسط دخل العائلة فبلغ 43,495 دولارًا. وكان متوسط دخل الذكور 32,595 دولارًا مقابل 25,045 دولارًا للإناث. وسجل دخل الفرد الخاص بالمدينة 17,183 دولارًا. وكانت نسبة 6.1% من العائلات ونسبة 6.7% من السكان تحت خط الفقر، وكان من هؤلاء نسبة 7.5% تحت سن الثامنة عشر ونسبة 17.6% في الخامسة والستين من العمر وما فوق.

### تعداد عام 2010
بلغ عدد سكان هورن ليك 26,066 نسمة بحسب تعداد عام 2010، وبلغ عدد الأسر 9,052 أسرة وعدد العائلات 6,642 عائلة مقيمة في المدينة. في حين سجلت الكثافة السكانية 615.9 نسمة لكل كيلومتر مربع (1,595.2/ميل2). وبلغ عدد الوحدات السكنية 9,705 وحدة بمتوسط كثافة قدره 229.3 لكل كيلومتر مربع (593.9/ميل2).
وتوزع التركيب العرقي للمدينة بنسبة 58.95% من البيض و32.86% من الأمريكيين الأفارقة و0.36% من الأمريكيين الأصليين و1.01% من الأمريكيين ذوي الأصول الآسيوية و0.05% من سكان جزر المحيط الهادئ و4.48% من الأعراق الأخرى و2.29% من عرقين مختلطين أو أكثر و8.03% من الهسبانيون أو اللاتينيون من أي عرق.
بلغ عدد الأسر 9,052 أسرة كانت نسبة 46.2% منها لديها أطفال تحت سن الثامنة عشر تعيش معهم، وبلغت نسبة الأزواج القاطنين مع بعضهم البعض 45.1% من أصل المجموع الكلي للأسر، ونسبة 21.3% من الأسر كان لديها معيلات من الإناث دون وجود شريك،  بينما كانت نسبة 7% من الأسر لديها معيلون من الذكور دون وجود شريكة وكانت نسبة 26.6% من غير العائلات. تألفت نسبة 20.9% من أصل جميع الأسر من عدة أفراد يعيشون في نفس المنزل ونسبة 4.4% كانت تتألف من شخص يعيش بمفرده يبلغ من العمر 65 عاماً أو أكثر. وبلغ متوسط حجم الأسرة المعيشية 2.87، أما متوسط حجم العائلات فبلغ 3.30.
بلغ العمر الوسطي للسكان 30.7 عاماً. وكانت نسبة 30.9% من القاطنين تحت سن الثامنة عشر، وكانت نسبة 9.9% بين الثامنة عشر والرابعة والعشرين عاماً، ونسبة 31.8% كانت واقعةً في الفئة العمرية ما بين الخامسة والعشرين والرابعة والأربعين عاماً، ونسبة 21% كانت ما بين الخامسة والأربعين والرابعة والستين، ونسبة 6.4% كانت ضمن فئة الخامسة والستين عاماً فما فوق. وتوزع التركيب الجنسي للسكان بنسبة 48.5% ذكور و51.5% إناث.